# Tussen licht en lucht
Tussen licht en lucht is het debuutalbum van de Nederlandse rapper Typhoon. Het album werd op 17 juni 2007 gepresenteerd in Hedon in Zwolle en was een dag later overal verkrijgbaar. Van het album verscheen tevens een 'limited edition' met een oplage van 500 stuks.
Typhoon wordt op dit album bijgestaan door onder andere zijn broer Blaxtar, zus Dinopha en trompettist Jan Wessels. De producties zijn grotendeels afkomstig van Dries Bijlsma. Niet door hem geproduceerd zijn de nummers "Drieluik" (NavBeats), "Wind waait" (A.R.T.), "Contact" en "Vlieger" (Delic).
Tussen licht en lucht staat op de 181e positie in de top 250 van MusicMeter. Het album werd in 2007 genonimeerd voor een 3VOOR12 Award.

## Tracklist
| 1.                 | Tussen licht en lucht             | 1:15 |
| 2.                 | Hotelbeschaving                   | 3:08 |
| 3.                 | Applaus                           | 2:53 |
| 4.                 | Zo niet mij                       | 3:16 |
| 5.                 | Drieluik                          | 3:30 |
| 6.                 | Sprokkeldagen (met Neske Beks)    | 3:30 |
| 7.                 | Brand los                         | 4:35 |
| 8.                 | Los zand (met Blaxtar)            | 4:07 |
| 9.                 | Nieuw leven                       | 4:13 |
| 10.                | Wind waait (met Sticks)           | 5:14 |
| 11.                | Volle maan                        | 2:49 |
| 12.                | Zendeghi (met Dinopha)            | 4:34 |
| 13.                | Natuurlijk (met Rico en Giovanca) | 3:56 |
| 14.                | Contact                           | 2:39 |
| 15.                | Bommenwerper                      | 2:09 |
| 16.                | Vlieger                           | 4:00 |
| Totale duur: 55:49 |                                   |      |

## Uitgaven
Drukken CD
| Druk    | Jaar | Info        | Label                 |
| ------- | ---- | ----------- | --------------------- |
| 1e Druk | 2007 | karton 1-CD | Top Notch / PIAS      |
| 2e Druk | 2008 | karton 1-CD | Top Notch / Universal |

Limited Editions
| Druk    | Jaar | Info       | Label            |
| ------- | ---- | ---------- | ---------------- |
| 1e Druk | 2007 | Groot Boek | Top Notch / PIAS |